# قطعنامه ۱۷۵۳ شورای امنیت
قطعنامه ۱۷۵۳ شورای امنیت سازمان ملل متحد که در تاریخ ۲۷ آوریل ۲۰۰۷ تصویب شد، سندی بین‌المللی دربارهٔ بررسی وضعیت در لیبریا است. این قطعنامه طی نشست ۵۶۶۸ام با ۱۵ رای موافق، ۰ مخالف و ۰ ممتنع تصویب شد.